# Салум (река)
Салум  (фр. Saloum) — река в Сенегале, одна из четырёх главных рек в стране.

## Описание
Длина реки — около 250 км. Бассейн реки составляет 31 500 км2, что составляет примерно 16,7 % от площади страны. В районе города Каолака, отстоящем от истока примерно на 105 км, делится на обширную дельту площадью около 150 000 гектаров, состоящую более чем из 2000 проток, которые впадают в Атлантический океан. Протяжённость дельты вдоль океанского побережья составляет 72, 5 км, её глубина внутрь континента — 35 км. Параллельно главной протоке в районе устья находится коса Сангомар. Бо́льшая часть дельты расположена к югу от главной протоки, её берега покрыты мангровыми лесами. В северной части дельты преимущественно песчаные острова с луговой растительностью. Также по берегам реки имеется большое количество солончаков — затопленных в дождливый сезон и выходящих на поверхность в сухой.

## Притоки
В верхнем течении река образуется путём слияния нескольких рукавов. Вблизи города Каолака в среднем течении имеются несколько пересыхающих в сухой сезон притоков. Основной приток (правый) — река Син, впадающий в Салун вблизи начала дельты, из-за чего дельту иногда именуют Салуно-Синской. 

## Гидрология
Питание сезонное, склонное к наводнениям в дождливый сезон. Наводнения были частым явлением в 1950—1960-е годы, начиная с 1980-х годов наблюдается снижения уровня воды в реке, наводнения не столь часты и менее интенсивны. В сухой сезон река находится преимущественно под океанским воздействием.

## Флора и фауна
Преимущественно характерная для мангровых лесов. На побережье вблизи устья обитают ламантины и морские черепахи, на деревьях живут мартышки мона и толстотелы. В дельте гнездятся береговые цапли, чегравы, сероголовые чайки, морские голубки, королевские и речные крачки. Дельта Салума — место зимовки скоп и кроншнепов. На солончаках в верхнем течении иногда встречается красные фламинго.

## Хозяйственное значение
Река традиционно используется местными жителями для рыболовства, а мангровые леса по её берегам — для лесозаготовок. Вода используется для орошения полей в долине, на которых выращиваются сельскохозяйственные культуры, прежде всего — рис.

## Охрана природы
В дельте реки Салум в 1976 году был основан национальный парк (площадь около 72 000 гектаров), являющийся частью более крупного биосферного заповедника мирового значения под эгидой ЮНЕСКО площадью более 180 000 гектар. Национальный парк состоит из 23 000 гектаров затопляемых сезонно земель; 72 000 гектаров земель, находящихся под океанским воздействием, среди которых маршевые болота, песчаные косы, лагуны; и 85 000 гектаров твёрдой земли.